# Chiesa di Nostra Signora delle Clarisse
La chiesa delle Clarisse, in Francese Notre-Dame aux Riches-Claires, in Neerlandese Rijke Klarenkerk, è un edificio religioso della città di Bruxelles, in Belgio.

## Storia e descrizione

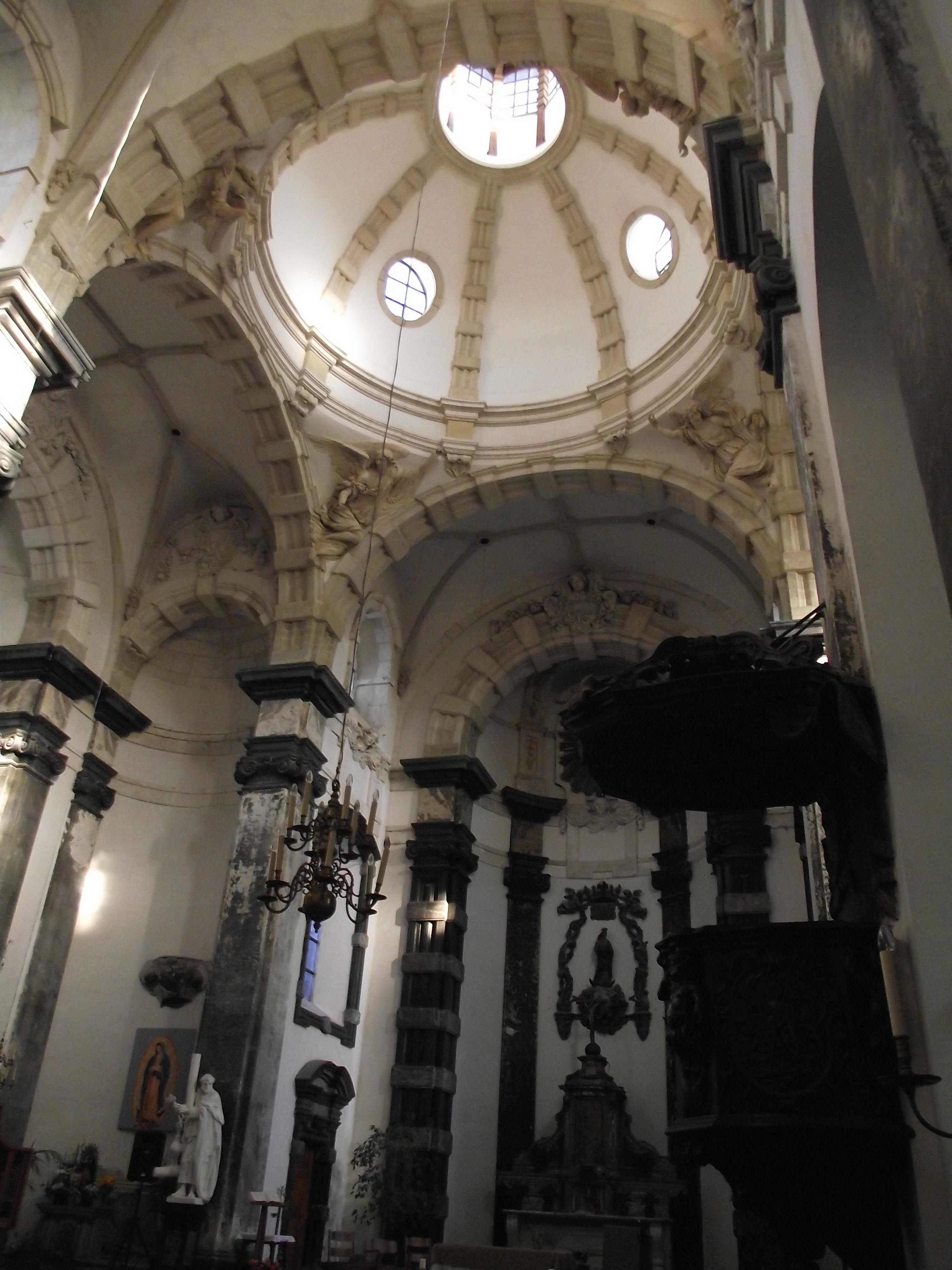
l'interno

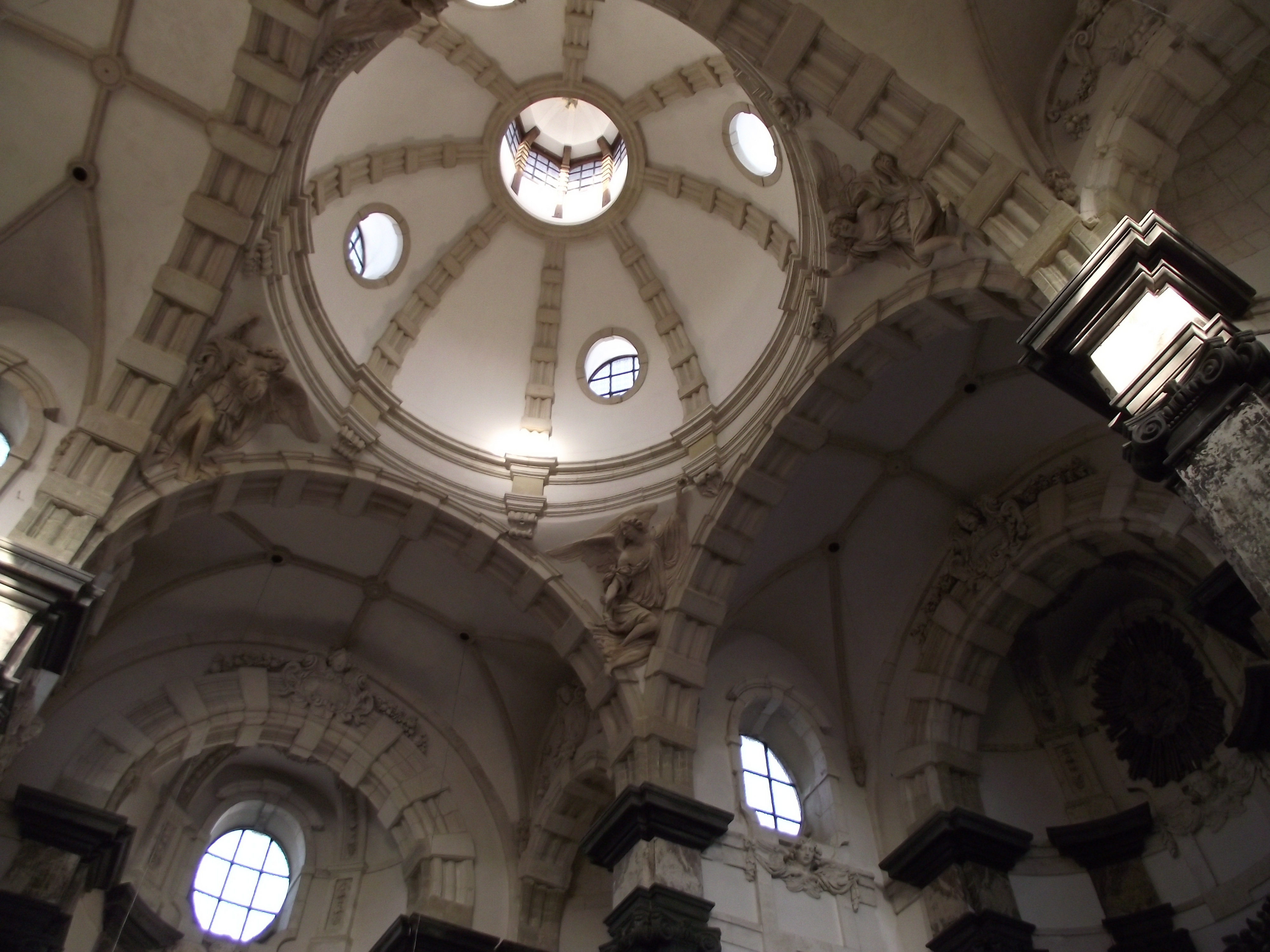
veduta con le volte e la cupola

Nel XIV secolo Willem van Duivenvoorde, tesoriere del conte Guglielmo I di Hainaut, fece costruire nei pressi della porta di Halle un convento. Nel 1343 le clarisse urbaniste, chiamate localmente riches-claires, vi si stabilirono. Tuttavia nel 1588 il convento venne bruciato dalla rivolta dei pezzenti. In seguito le suore si spostarono definitivamente in questo luogo, nel complesso abbandonato delle suore di Nazareth.
Le religiose decidono allora l'erezione di una nuova cappella, la cui prima pietra venne posta il 1º settembre 1665. Il progetto venne affidato al noto scultore e architetto Lucas Faydherbe da Mechelen, discepolo di Rubens. Concepì una struttura in stile barocco che univa motivi architettonici decorativi italiani a motivi fiamminghi. La chiesa venne consacrata il 20 dicembre 1670 dall'appena eletto a nuovo arcivescovo di Mechelen Alphonsus de Berghes.
Con la Rivoluzione francese, nel 1796 le clarisse furono espulse dal convento. La chiesa divenne un magazzino militare e gli altri edifici conventuali furono venduti come beni nazionali. Le vie "Saint-Christophe" e "des Riches-Claires" furono tracciate sulle proprietà conventuali.
Fortunatamente la chiesa eviterà la demolizione e vi vedrà ristabilire il culto nel 1806, quando divenne Parrocchia.
Nell'ambito del suo nuovo ruolo l'edificio risultò ben presto troppo piccolo, così si provvide all'aggiunta delle navate laterali, quella sinistra nel 1824 e quella destra nel 1833.

## Opere d'arte
- L'altar maggiore è un'opera marmorea del 1706 che conserva la statua della Vergine di Nazareth del 1659.
- Pulpito scolpito nel XVII secolo in legno di rovere, nel medaglione vi è rappresentata la scena del Discorso della Montagna.